# Rupert Hollaus
Rupert Hollaus (4. září 1931 Traisen – 11. září 1954 Monza) byl rakouský motocyklový závodník, významná osobnost počátků Grand Prix. V roce 1954 se stal na motocyklu NSU mistrem světa v závodech silničních motocyklů, a to jako dosud jediný Rakušan v historii. Zároveň ale titul získal jako první závodník v historii posmrtně, když se během seriálu zabil při tréninku na Velkou cenu Itálie na okruhu v Monze, a to v pouhých 23 letech. Titul získal v kubatuře 125 cc, souběžně toho roku ale jezdil i dvěstěpadesátky, kde skončil celkově druhý. Ve stopětadvacítkách byl jeho osudový závod předposledním v seriálu, ve dvěstěpadesátkách poslední. Celkově byl ročník 1954 jeho třetím na Grand Prix, v prvních dvou sezónách však nastupoval k závodům jen sporadicky. Celkem odjel v seriálu mistrovství světa 11 závodů, v pěti z nich vyhrál a v deseti stál na stupních vítězů. Po smrti byl rovněž zvolen rakouským sportovcem roku 1954. Na jeho počest se jezdí memoriál Rupert Hollaus-Gedächtnisrennen.